# Mário Schenberg
Mário Schenberg (2. července 1914 – 10. listopadu 1990) byl brazilský židovský elektroinženýr, fyzik, kritik umění a spisovatel.

## Vědecká práce

### Proces Urca
Schenberg je považován za jednoho z nejvýznamnějších brazilských teoretických fyziků. Nejznámější jsou jeho příspěvky k astrofyzice, zejména teorii jaderných procesů při tvorbě supernov. Předpověděl takzvaný proces Urca, cyklus jaderné reakce, v němž jádro ztrácí energii tím, že absorbuje elektron, a pak vyzáří částici beta a pár neutrino a antineutrino, což vede ke ztrátě vnitřního nosného tlaku a následnému kolapsu a explozi v podobě supernovy. George Gamow (1904-1968), který vymyslel název tohoto procesu, byl inspirován názvem kasina v Riu de Janeiru, o němž Schenberg poznamenal, že "peníze v ruletě v něm mizí stejně rychle jako energie mizí v jádru supernovy".

### Schenbergův-Chandrasekharův limit
Spolu s indickým fyzikem Subrahmanyanem Chandrasekharem (1910-1995), objevil a publikoval v roce 1942 takzvaný Schenbergův-Chandrasekharův limit, což je maximální hmotnost jádra hvězdy, které může podporovat vrchní vrstvy hvězdy proti gravitačnímu kolapsu, jakmile dojde k vyčernání vodíku v jádru.

### Kvantová fyzika a geometrická algebra
Na univerzitě São Paulo byl Schenberg v úzkém kontaktu s Davidem Bohmem v posledních letech Bohmova exilu v Brazílii a v roce 1954 Schenberg prokázal souvislost mezi kvantovaným pohybem Madelungovy tekutiny a trajektoriemi de Broglieho–Bohmovy teorie. Je autorem řady publikací z let 1957 a 1958 týkajících se geometrické algebry, které jsou ve vztahu ke kvantové fyzice a kvantové teorii pole. Poukázal na to, že tyto algebry mohou být popsány z hlediska rozšíření komutativní a antikomutativní Grassmannových algeber, které mají stejnou strukturu jako bosonová algebra a fermionová algebry kreačních a anihilačních operátorů. Tyto algebry se vztahují k symplektickým algebrám a Cliffordovým algebrám. Ve studii zveřejněné v roce 1958 navrhl Schenberg přidat nové idempotence do Heisenbergovy algebry. Tento návrh byl převzat a rozšířen roku 1980 Basilem Hileyem a jeho spolupracovníky v jejich práci o algebraických formulacích kvantové mechaniky. Tato práce byla provedena na Birkbeck College, kde se Bohm stal profesorem fyziky. Schenbergovy nápady byly také citován v souvislosti s algebraickými přístupy k popisu relativistické fáze vesmíru.
Jeho práce byly citovány společně s Marcelem Rieszem, díky jejich významu pro Cliffordovy algebry a matematickou fyziku, ve sborníku workshopu, který proběhl ve Francii v roce 1989 a který byl věnován těmto dvěma matematikům.

## Politika
Schenberg byl členem brazilské komunistické strany a profesorem na Univerzitě São Paulo.

## Články
Mezi jeho známé články patří:
- M. Schenberg: Quantum kinematics and geometry, Il Nuovo Cimento (1955–1965), vol. 6, Supplement 1, pp. 356–380, 1957
- M. Schenberg, S. Chandrasekhar: On the Evolution of the Main-Sequence Stars, Astrophysical Journal, vol. 96, no. p. 161 ff., 1942